# Life (album Sizzli)
Life – dwudziesty dziewiąty album studyjny Sizzli, jamajskiego wykonawcy muzyki reggae i dancehall.
Płyta została wydana 12 października 2004 roku przez londyńską wytwórnię Greensleeves Records. Produkcją nagrań zajął się sam wokalista.

## Lista utworów
1. "Things Will Be Better"
2. "Mortal Man" feat. Thriller U
3. "Marijuana"
4. "Haven't I Told You"
5. "We Got the Love"
6. "Jah Works"
7. "Ain't That Nice"
8. "Jah Love"
9. "Greater One"
10. "Stay in Tune"
11. "When Nature Calls"
12. "Born & Raised"
13. "Life"
14. "Perfect Lover"
15. "One & Only"
16. "One in My Life"

## Twórcy

### Muzycy
- Sizzla – wokal
- Thriller U – wokal (gościnnie)
- Shawn McDonald – gitara
- Donald "Bassie" Dennis – gitara basowa, perkusja, instrumenty klawiszowe
- Kevin Blake – instrumenty klawiszowe

### Personel
- Richard "Breadback" Bramwell – inżynier dźwięku, miks
- Delroy "Fatta" Pottinger – inżynier dźwięku, miks
- Jammy "Jam Two" James – miks
- Daniel "Blaxxx" Lewis – miks
- Collin "Bulby" York – miks
- Rohan Dyer – miks
- Kevin Metcalfe – mastering